# Vojvodina Guitar Fest
Vojvodina Guitar Fest je muzički festival koji nastaje kao projekat Asocijacije gitarista Vojvodine 2007. godine sa idejom da obnovi Pokrajinsko takmičenje za gitaru, projekat nastaje pod imenom Vojvođanski festival klasične gitare, da bi naredne 2008. godine festivalsko takmičenje ponelo ime počasnog predsednika i doajena klasične gitare, prof. dr Jovana Jovičića. Da bi se do današnjeg dana ovaj festival pretvorio u internacionalni takmičarski festival klasične gitare koji svake godine okuplja veliki broj spskih i internacionalnih imena iz polja muzike. Domaće i inostrane gitariste, kompozitore, istoričare muzike i pedagoge.

## Istorijat
Nakon uspešno odžanog prvog festivala, 2008. godine dobija podšku od Muzeja Vojvodine, Galerije Pavla Beljanskog i Galerije Matice srpske, kao mesto održavanja Festivala ustanovljuje se Svečana sala MŠ „Isidor Bajić“, iste godine francuska kompanija „Savarez“ postaje glavni sponzor nagrada za pobednike takmičenja na Festivalu. World Guitar Competition 2010. godine podžava festival kao Vojvodina Guitar Fest, plasirajuči ga time među velike svetske festivale, World Guitar Competition fokus festivala proširuje i na kompozitore. Kao rezultat toga, Vojvodina Guitar Fest 2011. godine  prerasta u internacionalni festival i prvi put pored velikog odziva gitarista iz muzičkih škola Srbije, privlači i veliki broj gitarista iz celog regiona Crne Gore, Rumunije, Mađarske, Makedonije, Hrvatske, Bugarske, Bosne i Hercegovine i Poljske.
Na festivalu od tada nastupaju eminetni muzičari iz celog sveta kao što su:
- Aniello Desiderio
- Egberto Gismonti
- Nikita Koshkin
- Dušan Bogdanović
- Zoran Dukić
- Gaëlle Solal
- Edin Karamazov
- Giampaolo Bandini
- Vojislav Ivanović
- Antal Pusztai
- Goran Krivokapić ,
- Marko Topchii
- Sanel Redžić
- Sabrina Vlaškalić
- Anton Baranov
- Danijel Cerović

## Dosadšnji pobednici
Učesnici se takmiče u četiri kategorije Pretkategorija, Кategorija I, Кategorija II, Кategorija III (IIIa/IIIb), da bi se od 2020. godine dodale i Кategorija IV i V. U svakoj od kategorija takmičar sa najviše bodova dobija laureat i nagradu.
- 2007 - Nikola Todorović, Gergelj Božoki, Marko Ivezić, Ljubica Bukvić
- 2008. - Kristina Kalajdžić, Andrej Bojović, Marko Ivezić, Nenad Svilar
- 2009. - Viktor Nađ, Viktor Juskan, Andrej Bojović, Marko Ivezić
- 2010. - Viktor Nađ, Kristina Kalajdžić, Andrej Bojović, Nikola Begović
- 2011. - Miloš Soćanin, Viktor Nađ, Viktor Juskan, Gergely Bozsóki/Aleksa Tarabanović
- 2012. - Lazar Radojević, Miloš Bojanić, David Štrbac, Viktor Juskan/Dušan Prole
- 2013 - Ivana Sakač, Matija Perčić, Vanja Štulić, Vuk Dragićević/Andrija Lazarević
- 2014. - Ilija Kostić, Stojan Stojanov, Viktor Nađ, Belmin Okanović/Vuk Dragićević
- 2015. - Sofija Sviderski, Anđela Ćirić, Nađa Janković, Marija Rašić/Novak Miljković
- 2016. - Sofija Sviderski, Ilija Kostić, Filip Babić, Miloš Soćanin/Dimitrije Ninković
- 2017. - Ognjen Đurđević, Jovana Petrić, Ivana Sakač, Ivana Sakač/Viktor Nađ
- 2018. - Ognjen Keleman, Sofija Sviderski, Melanija Stanković, Milica Ristić/Marija Grujić
- 2019. - Benjamin Stanojević, Olivera Ognjenović, Igor Basta, Leonardo Borojević/Milun Šunjevarić
- 2020. - Anna Teodora Mardale, Ginsca-Nistea Nichita, Uroš Jačević, Rastko Marinković
- 2021. - Maša Magyar, Nichita Ginsca-Nistea, Vuk Vukajlović, Bogdana Stojanović, Miloš Vuković